# Rebecca Ramos
Rebecca Anne Ramos (26 de agosto de 1967, San Antonio, Texas) es una modelo y actriz estadounidense. Fue elegida como Playmate por la revista Playboy en enero de 2003, y ha aparecido en numerosos videos de Playboy. Su portafolio fue fotografiado por Arny Freytag y Stephen Wayda.
Ramos es nieta del congresista Henry B. Gonzalez. Tiene un título de abogada por la St. Mary's University de San Antonio, Texas.